# Cicindela ohlone
Cicindela ohlone - вид жуков-скакунов из семейства жужелиц. Эндемик Калифорнии. Был открыт в 1987 году и впервые описан в 1993. Наиболее близким родственником является Cicindela purpurea.

## Описание
Длина от 9.5 до 12.5 мм. Самки крупнее самцов. Тело зелёное.
Жизненный цикл занимает 2, реже 1 год. Активны с конца зимы по весну.